# Chopralla
Chopralla is een geslacht van haften (Ephemeroptera) uit de familie Baetidae.

## Soorten
Het geslacht Chopralla omvat de volgende soorten:
- Chopralla ceylonensis
- Chopralla colorata
- Chopralla fusina
- Chopralla liebenauae
- Chopralla pusilla
- Chopralla similis